# Livecode
Livecode (un tempo conosciuto come Revolution) è sia un linguaggio di programmazione open source sia un ambiente di sviluppo (IDE). Grazie a una fruttuosa campagna di raccolta fondi il linguaggio nel 2013 è stato rilasciato sotto licenza GPL ma per lo sviluppo di applicazioni commerciali la Runtime Revolution chiede il pagamento di una licenza. Il linguaggio si ispira e continua Hypercard.
Livecode è distribuito per Windows, Linux, macOS, indistintamente dalla piattaforma su cui è eseguito può generare software contemporaneamente per Windows, Linux, macOS, Android e iOS: in quest'ultimo caso lo sviluppo è possibile solo dalla piattaforma Mac perché il compilatore Xcode necessario a generare il codice per iOS è rilasciato solo per macOS.

## Descrizione
Una delle peculiarità di Livecode è di creare applicazioni su molti sistemi operativi utilizzando un sistema privo di compilazione. Il linguaggio è di alto livello, simile all'inglese, tipizzato dinamicamente. L'accoppiata dell'inglese con un linguaggio di alto livello rende di facile comprensione il codice. Per esempio, lanciando il seguente codice alle ore 9:
```
repeat ten times
put "Ciao mondo alle ore " & the time & return 
end repeat
```

Appariranno 10 righe con la scritta "Ciao mondo alle ore 9:00 AM".
Nonostante la semplicità della sintassi, il linguaggio include librerie e funzioni per: array associativi, espressioni regolari, multimedia, database, TCP/IP, grafica vettoriale e un browser web integrato.

### Esempi
- Per caricare il codice di una pagina web in una variabile:

```
put url "
http://www.yahoo.com
" into MiaVariabile
```

- Per caricare un file su un server FTP:

```
put url "binfile:picture.jpg" into url "
ftp://john:passwd@ftp.example.net:2121/picture.jpg
[
collegamento interrotto
]
"
```

### Profondità
Livecode ha al suo interno circa 1900 parole riservate, che possono essere ampliate con librerie esterne scritte in C o altri linguaggi di basso livello.

### Formato dei file
I file progetto di Livecode sono binari compatibili su tutte le piattaforme, oltre il codice vengono preservati lo stesso aspetto di bottoni, campi e menu senza bisogno di intervenire.
Quando si crea un programma a sé stante (modalità stand alone), l'eseguibile finale è prodotto in base all'architettura di destinazione che impostiamo (Android, Linux, Win, Mac, iOS, ecc.). Non è necessario alcun componente aggiuntivo, il programma ottenuto ha dentro di sé tutto il necessario per funzionare. La dimensione minima di un programma comprensivo di grafica si attesta intorno a 1,5 MB.

## Compatibilità
| Version | Macintosh                            | Windows                                      | Linux                                    |
| ------- | ------------------------------------ | -------------------------------------------- | ---------------------------------------- |
| 7.x     | 10.4.11 - 10.8.x Intel               | 2000 SP4, XP SP2+, 2003, Vista SP1+, 7, 2008 | 2.4.x+ 32 bit X11R5 glibc 2.3.2 gtk lcms |
| 6.x     | 10.4.11 - 10.8.x Intel/PPC           | 2000 SP4, XP SP2+, 2003, Vista SP1+, 7, 2008 | 2.4.x+ 32 bit X11R5 glibc 2.3.2 gtk lcms |
| 5.x     | 10.4.11 - 10.8.x Intel/PPC           | 2000 SP4, XP SP2+, 2003, Vista SP1+, 7, 2008 | 2.4.x+ 32 bit X11R5 glibc 2.3.2 gtk lcms |
| 4.6.x   | 10.4.11 - 10.8.x Intel/PPC           | 2000 SP4, XP SP2+, 2003, Vista SP1+, 7, 2008 | 2.4.x+ 32 bit X11R5 glibc 2.3.2 gtk lcms |
| 4.5.x   | 10.3.9 - 10.8.x Intel/PPC            | 2000 SP4, XP SP2+, 2003, Vista SP1+, 7, 2008 | 2.4.x+ 32 bit X11R5 glibc 2.3.2 gtk lcms |
| 4.0.x   | ?                                    | ?                                            | ?                                        |
| 3.x     | ?                                    | ?                                            | ?                                        |
| 2.6.x   | 10.2.7 - 10.6.x Intel/PPC, 9.2.2 PPC | 98, Me, NT, 2000, XP, Vista                  | 2.4+ 32 bit X11R5 glibc 2.2.4 gtk lcms   |